# Manfred Tietz
Manfred Tietz (* 7. März 1941 in Burschen/Oststernberg, jetzt: Boryszyn/Polen) ist ein deutscher Romanist mit Schwerpunkt auf der Literatur- und Kulturwissenschaft im Bereich der Hispanistik.

## Werdegang
Nach dem Abitur 1961 studierte Manfred Tietz Romanistik und Germanistik an den Universitäten Mainz, Valladolid und Berlin (FU). Das Studium schloss er 1967 mit dem Staatsexamen für das Lehramt an Höheren Schulen in den Fächern Französisch, Deutsch und Spanisch (Zusatzfach) ab. Von 1967 bis 1971 war er wissenschaftlicher Assistent am Romanischen Seminar der Universität Mainz. Nach erfolgreicher Promotion 1971 mit einer Dissertationsschrift zum Thema Saint François de Sales’ »Traité de l’amour de Dieu« und seine spanischen Vorläufer (1616) wirkte er dort von 1971 bis 1979 als Akademischer Rat und Oberrat, was ihm die Möglichkeit zur kumulativen Habilitation 1975 bot, durch die er die Venia legendi für das Fach Romanische Philologie erhielt. 1979 wurde er an der neu gegründeten Universität Bamberg zum C3-Professor für Romanische Literaturwissenschaft mir Schwerpunkt Hispanistik berufen. Von 1983 bis zu seiner Emeritierung 2007 wirkte er als C4-Professor für „Romanische Philologie, insbesondere iberoromanische Literaturen“ an der Ruhr-Universität Bochum.

## Verbandstätigkeit
Von 1985 bis 1989 war Tietz Vorsitzender des Deutschen Hispanistenverbands (DHV), von 1991 bis 1993 Vorsitzender des Deutschen Romanistenverbands (DRV).

## Forschungsschwerpunkte und Wirken
Im Zentrum seiner Forschungsarbeiten stehen Literatur und Kultur des Barock, insbesondere das Neben- und Gegeneinander (im Sinne eines speziellen clash of civilisations) von traditioneller theologisch-klerikaler und einer seit der Renaissance immer stärker präsenten literarisch-laikalen Kultur. Die Vorstellung einer Dichotomie der „zwei Kulturen“ und der damit verbundenen Säkularisierungsthese bildet auch die Grundlage seiner Beschäftigung mit der – lange Zeit von der Forschung vernachlässigten – spanischen Aufklärung. Als Nachfolger von Alexander A. Parker und Hans Flasche leitete er von 1994 bis 2017 die internationalen Coloquios Anglogermanos sobre Calderón. Als Vorsitzender des DHV und des DRV bemühte er sich um eine deutlichere Binnendifferenzierung der romanistischen Einzelfächer, deren fachspezifischen Professionalisierung und verstärkte Internationalisierung. Tietz ist Initiator und Mitbegründer der Zeitschrift Notas. Reseñas iberoamericanas. Literatura, sociedad, historia, erschienen in Frankfurt a. M. ab 1994, die 2001 in Iberoamericana aufging.

## Auszeichnungen
1989 bekam Tietz die Ehrenmedaille der Société des Hispanistes Français de l’Enseignement Supérieur verliehen. 2005 wurde er mit dem Komturkreuz (Encomineda) des Zivilverdienstordens (Orden del Mérito Civil) des Königreichs Spanien ausgezeichnet. Seit 2015 ist er zudem Ehrenmitglied des Deutschen Hispanistenverbandes.

## Werke (Auswahl)
- Saint François de Sales’ »Traité de l’amour de Dieu« (1616) und seine spanischen Vorläufer. Cristóbal de Fonseca, Diego de Estella, Luis de Granada, santa Teresa de Jesús und Juan de Jesús María. Wiesbaden: Steiner 1973.
- La pensée religieuse dans la littérature et la civilisation du XVIIe siècle en France. Actes du Colloque de Bamberg. (Hg. mit Volker Kapp). Tübingen: BIBLIO 17 1984.
- Das Spanieninteresse im deutschen Sprachraum. Beiträge zur Geschichte der Hispanistik vor 1900. Hg. v. Manfred Tietz. Frankfurt am Main: Vervuert 1989.
- Die spanische Lyrik der Moderne. Einzelinterpretationen (in Zusammenarbeit mit Siegfried Jüttner und Hans-Joachim Lope). Frankfurt am Main: Vervuert 1990.
- Die spanische Lyrik von den Anfängen bis 1870. Einzelinterpretationen (in Zusammenarbeit mit Pere Joan i Tous und Heike Nottebaum). Frankfurt am Main.: Vervuert 1997.
- Die spanische Lyrik der Gegenwart 1980-2005. Einzelinterpretationen (Hg. mit Juan Cano Ballesta). Frankfurt am Main: Vervuert 2011.
- Lectures de Raynal. L’Histoire des deux Indes en Europe et en Amérique au XVIIIe siècle. Actes du Colloque de Wolfenbüttel (Hg. mit Jürgen Lüsebrink). Oxford: The Voltaire Foundation 1991.
- La secularización de la cultura española en el Siglo de las Luces. Actas del congreso de Wolfenbüttel (Hg. v. Manfred Tietz und Dietrich Briesemeister). Wiesbaden: Harrassowitz 1992.
- Concordancia Calderoniana VI ff. (Hg. mit Jürgen Rolshoven und Guido Mensching). Hildesheim / New York: Olms 1993 ff.
- El anarquismo español y sus tradiciones culturales (Hg. mit Bert Hofmann, Pedro Juan-Tous). Frankfurt am Main: Vervuert / Iberoamericana 1995.
- Los jesuitas españoles expulsos. Su imagen y su contribución al saber sobre el mundo hispánico en la Europa del siglo XVIII. (Hg. mit Dietrich Briesemeister). Madrid: Iberoamericana / Frankfurt am Main: Vervuert 2001
- El autor en el Siglo de Oro. Su estatus intelectual y social (Hg. mit Marcella Trambaioli). Vigo: Academia del Hispanismo 2011.
- Los pre-textos del teatro áureo español. Condicionantes literarios y culturales (Hg. mit Gero Arnscheidt). Madrid: Iberoamericana / Frankfurt am Main: Vervuert 2019.